# 김만윤
김만윤(1984년 7월 23일 ~ )은 KBO 리그 전 롯데 자이언츠의 선수입니다.  2003년 두산 베어스에서 선수 생활을 시작했으나 다음 해 윤재국과의 맞트레이드를 통해 고향 팀 롯데 유니폼을 입었습니다. 2005년에 경찰청 야구단 창단멤버로 입대했습니다. 2008년 제대 뒤 롯데에 복귀하였지만 아쉽게도 부상으로 방출 되었습니다. 선수생활을 마친 이후에는 구단의 스카우트 활동을 이어갔습니다.

## 출신학교
- 대신초등학교
- 경남중학교
- 하야토모고등학교 →  서울고등학교 (전학)
- 영남사이버대학교